# Светът на съпрузите
„Светът на съпрузите“ (на корейски: 부부의 세계; на английски: The World of the Married) е южнокорейски сериал, който се излъчва от 27 март до 16 май 2020 г. по JTBC. Той е базиран на британския сериал Доктор Фостър, продуциран от BBC.

## Сюжет
Чи Сон-у е директор на семейна клиника с перфектен живот – има страхотна кариера, омъжена е за красив мъж, синът ѝ я обожава и е заобиколена от привидно грижовни приятели. Тя не може да бъде по-доволна. Съпругът ѝ, И Те-о, е амбициозен филмов режисьор. Когато изкушението кара Те-о да започне любовна афера, Сон-у е подтикната към отмъщение. Разгръщат се опасните обрати в живота на една семейна двойка.

## Актьори
- Ким Хи-е – Чи Сон-у
- Пак Хе-джун – И Те-о
- Хан Со-хи – Йо Да-гьонг
- Пак Сун-йонг – Го Йе-рим
- Ким Йонг-мин – Сон Дже-хьок
- И Гънг-йонг – Йо Бьонг-кю